# Ponciano Saldaña
Ponciano Saldaña, né le 19 novembre 1928 et mort le 21 juillet 2006 à Makati, est un ancien joueur philippin de basket-ball.

## Palmarès
- 3e du championnat du monde 1954